# Porizon cupressi
Porizon cupressi är en stekelart som först beskrevs av William Harris Ashmead 1890.  Porizon cupressi ingår i släktet Porizon och familjen brokparasitsteklar. Inga underarter finns listade i Catalogue of Life.